# Liste der Bischöfe von Ales
Die folgenden Personen waren Bischöfe von Ales (Sardinien, Italien), seit 1503 von Ales-Terralba:
- Vincenzo (oder Agatone?)
- Pello (oder Rello?) (1147–1155)
- Mauro (1155–1182)
- Comitano Pais (1182–1220 oder –1230)
- Giovanni I. Marras (1220– oder 1230–1237)
- Giovanni II. Telle da Bisarcio (1237 – ?)
- Roberto Drago di Pisa (1312–?)
- Giovanni III. (1342–1362)
- Pietro Frago (1362–1382) (dann Bischof von Alghero)
- Antonio Deroma (1387–1396)
- Giacomo I. (1396–1403)
- Francesco Doria (1403–1413)
- Pietro I. Spinola (1413–1418) (dann Bischof von Cagliari)
- Bernardo oder Leonardo Rubeo (1418–1421)
- Giovanni IV. di Campolongo di Perpignano (1421–1425)
- Giacomo II. di Villanova di Sardegna (1425–1439)
- Giovanni V. Garcia d’Aragón (1439–1444)
- Bernardo Michele (1444–1454)
- Antonio di Vich (1454–1464)
- Giovanni VI. de la Bona di Calahorra (1464–1484)
- Pietro II. Garcia (1484–1490)
- Michele di Catalayud (1490–1494)
- Giovanni VII. Trespo oder Crispi (1494–?)
- Giovanni VIII. Sanna (?–1517) (dann Bischof von Sassari)
- Andrea Sanna (1521–1554) (auch Bischof von Oristano)
- Gerardo Dedoni (1557–1562)
- Pedro del Frago Garcés (1562–1566) (dann Bischof von Alghero)
- Miguel Maigues OSA (1568–1572)
- Giovanni Cannavera oder Cascavera d’Iglesias (1572–1574)
- Giovanni Manca di Sassari (1574–1577)
- Lorenzo di Villa Vicencio (1577–1585)
- Pietro Clemente di Lisbona (1585–1601)
- Antonio Surredire di Cagliari (1601–1606)
- Lorenzo Nieto y Corrales Montero Nieto OSB, (1606–1613) (dann Bischof von Alghero)
- Diego Borgia, O.F.M. (1613–1616)
- Gavino Manconi di Sassari (1616–1635)
- Melchiorre Pirella (1635–1638)
- Miguel Beltrán Castellón (1638–1644)
- Antonio Manunta (1644–1663)
- Giovanni Battista Brunengo di Sassari (1663–1680)
- Serafino Eschirro di Bosa (1680–1684)
- Domenico Cugia di Cagliari (1684–1693)
- Francesco Masones y Nin (1693–1704)
- Isidoro Masones y Nin (1704–1727)
- Salvatore Rujus di Bosa (1727–1728)
- Giovanni Battista Sanna di Sassari (1728–1736)
- Antonio Giuseppe Carcassona di Cagliari (1736–1761)
- Giuseppe Maria Pilo (1761–1788)
- Michele Antonio Aymerich de Villamar (1788–1806)
- Giuseppe Stanislao Paradisi (1819–1822)
- Antonio Raimondo Tore (1827–1837) (dann Erzbischof von Cagliari)
- Pietro Vargiù (1842–?)
- Francesco Zunnui Casula (1867–1893) (dann Erzbischof von Oristano)
- Palmerio Garau (1893–1906)
- Francesco Emanuelli (1910–1947)
- Antonio Tedde (1948–1982)
- Giovanni Paolo Gibertini OSB, (1983–1989) (dann Bischof von Reggio Emilia-Guastalla)
- Antonino Orrù (1990–2004)
- Giovanni Dettori (2004–2016)
- Roberto Carboni OFMConv (2016–2019, dann Erzbischof von Oristano, erneut seit 2021 unter Vereinigung mit dem Erzbistum Oristano in persona episcopi)